# Марин-тауэр
«Марин-тауэр» (яп. 横浜マリンタワー Ёкохама Марин Тава̄) — 106-метровый (348-футовый) решётчатый маяк со смотровой площадкой на высоте 100 метров в районе Нака, Иокогама, Япония. Рядом расположен корабль-музей «Хикава-мару»
Световая характеристика маяка — вспышки каждые двадцать секунд, в результате чего цвет испускаемого света меняется с красный на зелёный и наоборот. Первоначально, в ночное время, сама опора башни подсвечивалась зелёным и красным в соответствии с его маркировкой, но после ремонта в мае 2009 года подсветка осуществляется огнями белого цвета.

## История
Маяк был построен в 1961 году и объявлен самым высоким маяком в мире, хоть это и зависит от того, какое сооружение можно считать маяком. При хорошей погоде и прозрачности воздуха посетители могут увидеть гору Фудзи с 100-метровой смотровой площадки.
25 декабря 2006 года маяк временно закрыли по техническим причинам. Затем правительство города Иокогамы объявило о реставрации маяка. После ремонта башня была вновь открыта 23 мая 2009 года, как раз к 150-летию города. В 2016—2022 годах была проведена повторная реконструкция башни. 1 сентября 2022 года состоялось открытие обновлённой башни.